# Zarrīn Kolā-ye Pā'īn
Zarrīn Kolā-ye Pā'īn (persiska: زَرّين كُلا, Zarrīn Kolā-ye Pā’īn, زرین کلا پائین, Zarrīn Kolā) är en ort i Iran.   Den ligger i provinsen Mazandaran, i den norra delen av landet, 110 km norr om huvudstaden Teheran. Zarrīn Kolā-ye Pā'īn ligger 13 meter över havet och antalet invånare är 513.
Terrängen runt Zarrīn Kolā-ye Pā'īn är varierad.  Närmaste större samhälle är Nūr, 8,2 km öster om Zarrīn Kolā-ye Pā'īn. 